# 砚友社
砚友社是日本明治时代的文学团体。

## 历史
1885年由尾崎紅葉、山田美妙等人创立，创办刊物《我乐多文库》。他们推祟写实主义，主张小说的宗旨是“赢得读者的眼泪”，追求形式美，忽视题材的社会意义。它的出现标志着日本明治时代文学的转折。山田美妙脱离砚友杜后，杂志也在1889年停刊。尾崎紅葉等作家继续活动了十多年，成为当时日本文坛的重要派，这一时期被称为“砚友社时代”。